# مسجد محمد السادس (كوكيمبو)
مركز محمد السادس لحوار الحضارات (بالإسبانية: Centro Mohammed VI para el Diálogo de las Civilizaciones)‏: هو مسجد في كوكيمبو، تشيلي. البنية عبارة عن نسخة طبق الأصل لجامع الكتبية في مراكش. تم تمويله من قبل المملكة المغربية وبلدية كوكيمبو، تمت تسميته على شرف الملك محمد السادس بن الحسن. يستقبل المسجد 25 ألف زائر سنويا.
بدأ البناء في 2004، بقيادة المهندس المعماري المغربي فيصل الشرادي، وانتهى في 2007. تم افتتاح المبنى من قبل عمدة كوكيمبو آنذاك أوسكار بيريرا ومندوبين مغاربة.
يحتوي المجمع أيضًا على مركز ثقافي ومكتبة ومتحف. بدأ مشروع التجديد - بتمويل من بلدية كوكيمبو وسفارة المغرب في تشيلي- في 2019.

## أنظر أبضا
- الإسلام في تشيلي
- مسجد السلام (تشيلي)